# سبيل قايتباي (القاهرة)
سبيل السلطان قايتباي أنشأه السّلطان المملوكي الأشرف أبو النصر قايتباى سنة 1479م (884هـ)، السبيل قائم حالياً بشارخ شيخون المتفرع من ميدان صلاح الدين بالقلعة وهو سبيل مستقل بذاته يعلوه كُتاب بُنى حديثاً. وبُنى في الأصل مفرداً بدون كُتاب يُعلوه وكان مخصصا لتسبيل ماء الشرب فقط، وكان يجاوره رواق به مطبخ ومراحيض وحوض للوضوء، وكان يعلو الرواق طابق ثان مخصص لسكنى المزملاتي المقيم بالسبيل. يوجد الباب الرئيسي وأحد شبابيك التسبيل المُعَدّة للشرب في الواجهة الشرقية، وفي الواجهة الشمالية شباك ثان للتسبيل. ويوجد للسّبيل باب ثان في الواجهة الجنوبية.
يتميز هذا السبيل عن باقى أسبلة قايتباى بوجود بابين له أحدَهما في الواجهة الشرقية وهو من الأبواب التذكارية يتوجه من أعلى عقد ثلاثي على جانبيه مكسلتان عليهما نص تأسيسي بالخط الثلث المملوكي البارز يقرأ: «أمر بانشاء هذا السّبيل المبارك السعيد من فضل الله تعالى وجزيل عطائه مولانا المقام الشريف السلطان المالك الملك الأشرف أبو النصر قايتباى بتاريخ شهر ذى الحجة سنة أربع وثمانين وثمانمائة». والباب الثاني للسبيل باب عادى بسيط يوجد في الواجهة الجنوبية. وهذا السبيل من أكبر وأجمل أسبلة القاهرة.
حجرة السبيل مربعة مُركّب فوق بابها الموجود في الضلع الجنوبي حشوة من الخشب عليها عمارة: «أبو النصر قايتباى أعز الله أنصاره». السلسبيل مركّب في دخلة غائرة مستطيلة في الضلع الجنوبي لحجرة السبيل وهو لوح من الرخام الأبيض عليه زخارف نباتية بارزة مُركَب بشكل مائل ليسهل جريان الماء عليه من أعلى إلى أسفل لتبريده.
يوجد بالفناء الداخلي سلم صاعد يؤدي إلى دور مسروق يتكون من حجرتين تم يناؤهما حديثا ليكونا فصولا للدراسة، كما يؤدي السلم إلى الطابق العلوي الذي يُمثل الكُتاب وقد بنى حديثا ليكون فصولا للدراسة.

## معرض صور

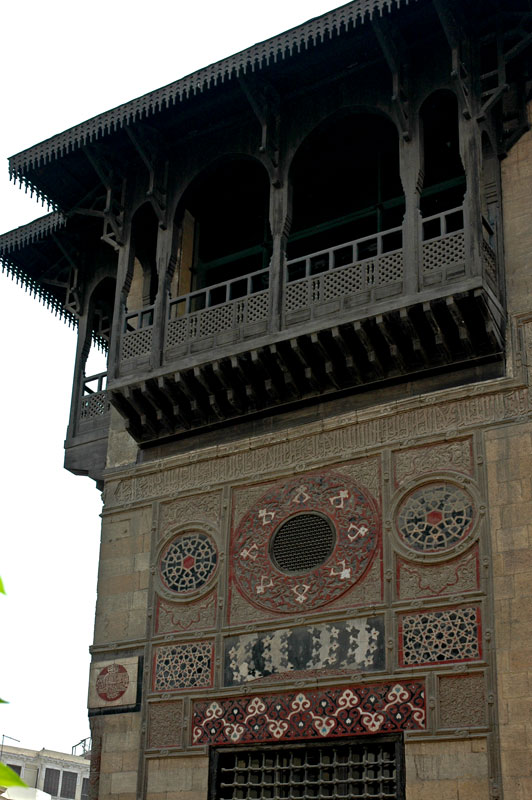
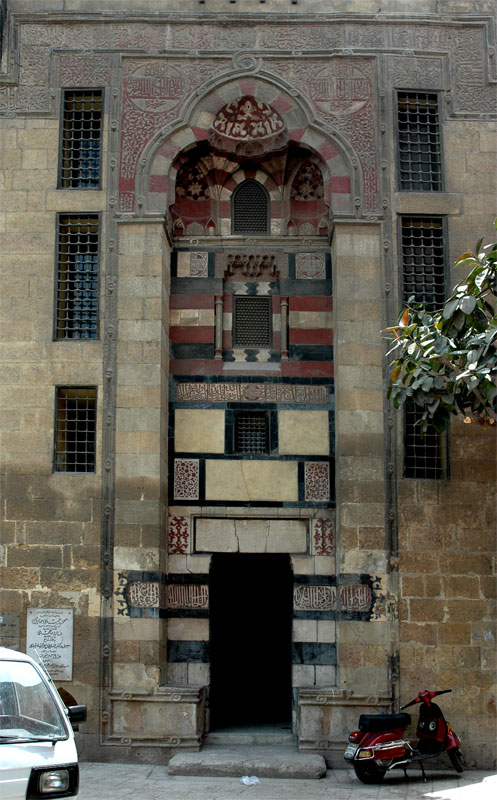
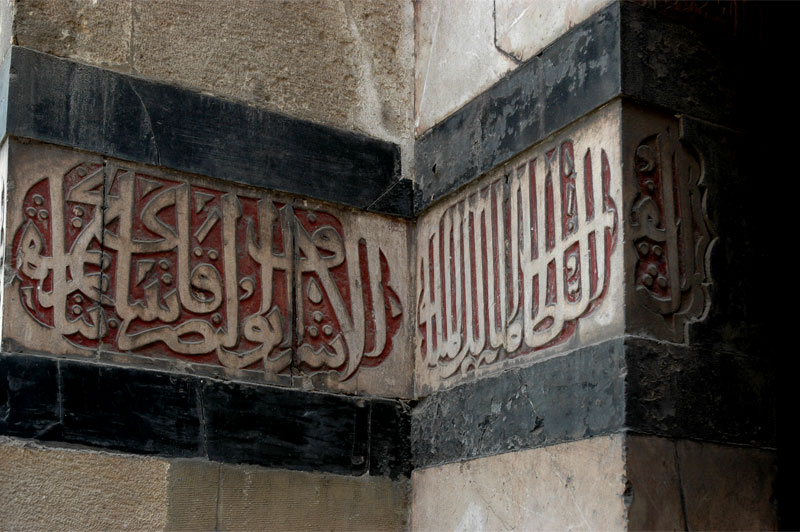